# René Lacoste
Jean-René Lacoste (Parigi, 2 luglio 1904 – Saint-Jean-de-Luz, 12 ottobre 1996) è stato un tennista, stilista e imprenditore francese.
Pur essendo stato un grande esponente del tennis mondiale, con 10 titoli Slam vinti (7 in singolare, 3 in doppio), il suo nome è oggi principalmente legato alle magliette sportive da lui ideate nel 1933 e che infatti prendono il nome Lacoste.

## Biografia

### Vita privata
Figlio di  Jean-Jules Lacoste (1861-1948) e Marie Madeleine Larrieu-Let (1874-1946), industriali, nacque a Parigi nel 1904. Il padre era socio nella fabbrica di automobili francese della Hispano-Suiza, auto che venne regalata a René per gli esami di maturità. Si sposò nel 1930 con la golfista Simone de La Chaume, con la quale ebbe quattro figli.
Il soprannome "Coccodrillo" iniziò a essere associato a Lacoste nel 1927. Egli diceva: "Il soprannome mi venne dato dai miei compagni di squadra. A Boston, dove ci trovavamo per affrontare l'Australia in una semifinale di Coppa Davis, mi accadeva ogni giorno di passare di fronte ad un negozio chic, che esponeva una borsa in pelle di coccodrillo, adatta a contenere le mie racchette. La mia ammirazione per la borsa suscitò il divertimento generale, tanto che Pierre Gillou, il nostro capitano, mi promise che, se avessi vinto i miei due singolari, me l'avrebbe regalata. L'immagine del coccodrillo divenne un simbolo fortunato, tanto che lo feci ricamare sui blazer bianchi da tennis e, in seguito, sulle camicette".
La figlia Catherine intraprese a sua volta la carriera sportiva, riuscendo a ottenere buoni risultati nel golf.

### Carriera sportiva
Formò insieme con Jacques Brugnon, Henri Cochet e Jean Borotra la formidabile squadra dei quattro moschettieri, che strappò la Coppa Davis agli statunitensi nel 1927 e la vinse per sei stagioni consecutive, fino al 1932. Di questi quattro, Lacoste era il più giovane, ma probabilmente il più abile a rete, data l'eleganza del suo gioco.
Anche nel singolo Lacoste ottenne grandi risultati: grazie alla sua brillante tattica, ai suoi colpi sopraffini da fondo campo e al suo rovescio perfetto, vinse due volte il torneo di Wimbledon (nel 1925 e nel 1928), tre volte il Roland Garros (1925, 1927 e 1929) e due edizioni del US Open (1926 e 1927). Partecipò, seppur in maniera meno fondamentale, alle vittorie in Coppa Davis della Francia nel 1931 e nel 1932. L'anno successivo si ritirò dal tennis per fondare con l'amico e collega André Gillier una linea di abbigliamento sportivo che porta ancor oggi il suo nome.
Grazie ai suoi allenamenti scrupolosi e alla strategia accurata con la quale affrontava ogni avversario, Lacoste è entrato di diritto, nel 1976, nella International Tennis Hall of Fame.
Un bel tributo al gruppo dei Moschettieri è situato a Newport, nel Rhode Island.

### Carriera nell'abbigliamento
Grazie alle T-shirt polo che realizzò a partire dal 1933 nella sua linea di abbigliamento, Lacoste divenne ricco e popolare: il coccodrillo, simbolo della città della Provenza Nîmes, è infatti il marchio cucito sulla sinistra di tutti i suoi capi. In breve, la Lacoste si espanse ad altri sport, anche grazie al mestiere della moglie di René, campionessa di golf.
Nel 1967 Lacoste si trasferì a Saint-Jean-de-Luz, dove diresse fino all'ultimo giorno di vita l'azienda.

## Finali nei tornei del Grande Slam

### Singolare

#### Vittorie (7)
| Anno | Torneo                                | Superficie  | Avversario in finale | Punteggio                |
| 1925 | Internazionali di Francia, Parigi     | Terra rossa | Jean Borotra         | 7–5, 6–1, 6–4            |
| 1925 | Torneo di Wimbledon, Londra           | Erba        | Jean Borotra         | 6–3, 6–3, 4–6, 8–6       |
| 1926 | U.S. National Championships, New York | Erba        | Jean Borotra         | 6–4, 6–0, 6–4            |
| 1927 | Internazionali di Francia, Parigi     | Terra rossa | Bill Tilden          | 6–4, 4–6, 5–7, 6–3, 11–9 |
| 1927 | U.S. National Championships, New York | Erba        | Bill Tilden          | 11–9, 6–3, 11–9          |
| 1928 | Torneo di Wimbledon, Londra           | Erba        | Henri Cochet         | 6–1, 4–6, 6–4, 6–2       |
| 1929 | Internazionali di Francia, Parigi     | Terra rossa | Jean Borotra         | 6–3, 2–6, 6–0, 2–6, 8–6  |

#### Finali perse (3)
| Anno | Torneo                            | Superficie  | Avversario in finale | Punteggio               |
| 1924 | Torneo di Wimbledon, Londra       | Erba        | Jean Borotra         | 1–6, 6–3, 1–6, 6–3, 4–6 |
| 1926 | Internazionali di Francia, Parigi | Terra rossa | Henri Cochet         | 2–6, 4–6, 3–6           |
| 1928 | Internazionali di Francia, Parigi | Terra rossa | Henri Cochet         | 7–5, 3–6, 1–6, 3–6      |

### Doppio

#### Vittorie (3)
| Anno | Torneo                            | Superficie  | Compagno     | Avversari in finale          | Punteggio                |
| 1925 | Internazionali di Francia, Parigi | Terra rossa | Jean Borotra | Jacques Brugnon Henri Cochet | 7–5, 4–6, 6–3, 2–6, 6–3  |
| 1925 | Torneo di Wimbledon, Londra       | Erba        | Jean Borotra | John Hennessey Raymond Casey | 6–4, 11–9, 4–6, 1–6, 6–3 |
| 1929 | Internazionali di Francia, Parigi | Terra rossa | Jean Borotra | Jacques Brugnon Henri Cochet | 6–3, 3–6, 6–3, 3–6, 8–6  |

#### Finale perse (1)
| Anno | Torneo                            | Superficie  | Compagno     | Avversari in finale          | Punteggio               |
| 1927 | Internazionali di Francia, Parigi | Terra rossa | Jean Borotra | Jacques Brugnon Henri Cochet | 6–2, 2–6, 0–6, 6–1, 4–6 |